# The Powerless Rise
Albums de As I Lay Dying
An Ocean Between Us
(2007)
The Powerless Rise est le cinquième album studio du groupe de metalcore chrétien américain As I Lay Dying, sorti sous le label Metal Blade Records le 7 mai 2010 en Europe et le 11 mai 2010 aux États-Unis.
Il s'est alors immédiatement classé deuxième du iTunes Rock Chart.

Le groupe a fait appel à Adam Dutkiewicz pour la production et l'enregistrement a eu lieu en partie au studio d'enregistrement privé de Tim Lambesis,.
Par ailleurs, la formation a également eu recours à Jacbo Bannon du groupe Converge pour la conception de l'illustration de la couverture.
Lors de la composition des paroles, Tim Lambesis a choisi de faire graviter l'album autour de l'idée que « la douleur du monde provient du fait que la société est déréglée et sens dessus dessous. [...] Si l'on fait l'inverse de ce que le monde moderne nous dit de faire, nombre des problèmes engendrés par le monde d'aujourd'hui disparaîtront. » Ce thème est plus particulièrement présent dans le titre Upside Down Kingdom.
Un clip vidéo a été produit pour le titre Parallels, sous la direction de Dave Brodsky.

## Liste des titres
1. Beyond Our Suffering 02:49
2. Anodyne Sea 04:34
3. Without Conclusion 03:15
4. Parallels 04:57
5. The Plague 03:42
6. Anger and Apathy 04:25
7. Condemned 02:49
8. Upside Down Kingdom 04:00
9. Vacancy 04:26
10. The Only Constant Is Change 04:07
11. The Blinding of False Light 05:10